# José Félix Estigarribia
José Félix Estigarribia Insaurralde (ur. 21 lutego 1888 w Caraguatay, zm. 7 września 1940 w Altos) – paragwajski wojskowy i prezydent kraju.

## Zarys biografii
Z wykształcenia agronom wstąpił do armii w 1910. Odbył studia wojskowe w Chile i Francji. W czasie wojny o Chaco dowodził Pierwszą Dywizją Piechoty. Był kolejno awansowany na brygadiera, generała dywizji i naczelnego dowódcę sił zbrojnych. Został odwołany z tego stanowiska po obaleniu prezydenta Eusebia Ayali przez rewolucję. 
W 1939 został wybrany prezydentem na czteroletnią kadencję. Objął urząd 15 sierpnia. Rok później zginął wraz z żoną w wypadku lotniczym. Pośmiertnie awansowany na stopień marszałka.